# Rhyacophila shikotsuensis
Rhyacophila shikotsuensis är en nattsländeart som beskrevs av Iwata 1927. Rhyacophila shikotsuensis ingår i släktet Rhyacophila och familjen rovnattsländor. Inga underarter finns listade i Catalogue of Life.